# Walther Pollatschek
Walther Pollatschek (* 10. September 1901 in Neu-Isenburg; † 1. März 1975 in Ost-Berlin) war ein deutscher Schriftsteller.

## Leben
Der Sohn eines Ingenieurs schloss 1924 sein Studium mit der Promotion zum Dr. phil. ab und wurde journalistisch tätig. 1933 wurde er als Journalist entlassen und emigrierte 1934 nach Spanien, dann nach Frankreich und schließlich in die Schweiz.
1945 kehrte er zurück nach Frankfurt am Main. 1950 ging er in die DDR, wo er in Ost-Berlin das Friedrich-Wolf-Archiv der Akademie der Künste leitete und 1960 Herausgeber von Wolfs Werken und einer Friedrich-Wolf-Biographie war.
Seine 1928 geborene Tochter Doris Pollatschek war eine Künstlerin und Kinderbuchautorin, die 1931 geborene Tochter Silvia Schlenstedt eine Germanistin und Literaturwissenschaftlerin. Die dritte Tochter Constanze Pollatschek, 1937 geboren, war bis zur Berentung als Journalistin tätig und lebt in Berlin.

## Weitere Werke
- Drei Kinder kommen durch die Welt, 1947 (Kinderbuch)
- Die Aufbaubande, 1948 (Kinderbuch)
- eine Biographie Heinrich Heines, 1947
- Herausgeber Der Liederfreund, 1947
- Märchen der Brüder Grimm, 1952–1954
- Herren des Landes, 1951 (Roman. Ein System-Vergleich von DDR und Bundesrepublik)
- Philipp Müller. Held der Nation, 1952
- Über vier Meere, 1955
- Sammelausgabe ausgewählter Werke, 2 Bände, 1973